# Maybrat
Le maybrat (ou may brat, mai brat) est une langue papoue parlée en Nouvelle-Guinée occidentale en Indonésie, dans la péninsule de Bomberai.

## Classification
Malcolm Ross (2005) inclut le maybrat dans son hypothèse d'une famille de langues papoues occidentales « étendue » rassemblant d'un côté les langues papoues occidentales stricto sensu, dont le maybrat, le burmeso et le mpur, et de l'autre les langues yawa, les langues bird's head de l'Est-sentani et une autre langue de la famille lakes plain, le tause. Haspelmath, Hammarström, Forkel et Bank rejettent cette proposition de papou occidental étendu et considèrent que le maybrat est une langue isolée.
Le maybrat est parfois présenté comme formant une petite famille linguistique avec le karon dori. 

## Sources
- (en) Malcolm Ross, 2005, Pronouns as a preliminary diagnostic for grouping Papuan languages, dans Andrew Pawley, Robert Attenborough, Robin Hide, Jack Golson (éditeurs) Papuan pasts: cultural, linguistic and biological histories of Papuan-speaking peoples, Canberra, Pacific Linguistics. pp. 15–66.